# Infographie
 (novembre 2023).
L'infographie est la création et la modification d'images numériques. Cette activité est liée aux arts graphiques. Les études les plus courantes passent par les écoles publiques ou privées se situant majoritairement en Angleterre, en Belgique, au Canada, en France, et aux États-Unis.
Lors de l'introduction du concept dans la langue française vers les années 1970, le terme « infographie » désigne les graphismes produits par ordinateur. Puis, par confusion sur le sens du préfixe « info- » (informatique / information), le terme infographie est utilisé par certains au sens de diagramme, cartographie et tout type de schéma explicatif destiné à mettre en image des informations, notamment statistiques ou géographiques. Cependant, le concept d'infographie désigne en français tous les graphismes produits par des moyens informatiques, tandis qu'en anglais, infographics signifie graphisme d'information. C'est donc un faux-ami.
On désigne plus précisément les diagrammes, cartes et schémas employés comme illustration d'articles par le terme d'« infographie de presse ».
L'infographie comprend aussi les techniques consistant à finaliser le travail du graphiste à l'aide de l'outil informatique : retouche photographique, mise en couleur de bandes dessinées, habillage de perspectives architecturales, etc. Ce métier est né avec l’avènement de l'informatique ; il est la continuité du graphisme sous toutes ses formes antérieures.

## Histoire

### Émergence
L'existence du bélinographe, la télévision électronique, l'émergence des ordinateurs rendaient l'infographie possible. Déjà, à la fin des années 1940, un ordinateur britannique affichait ses résultats sur un écran cathodique. Successivement on sut tracer : un point ; un trait (ayant un style et une épaisseur) ; des caractères ; quelques courbes remarquables ; une zone, avec ou sans contour. Puis arriva la couleur : d'abord en petit nombre (8 ou 16 par exemple), suffisant aux dessins techniques ; puis en grand nombre (16 bits pour un point assurant théoriquement 65 536 couleurs), permettant des dégradés, des textures, des ombres, une illusion de relief.
Au plan informatique, on écrivit d'abord des programmes dont la structure était celle du dessin, chaque figure de base étant tracée par un sous-programme. Modifier un dessin supposait de modifier le programme.
Avec l'approche objet, la structure du dessin devenait une structure de données, interprétée récursivement par un utilitaire. Cette nouvelle technique facilitait grandement la mise au point des tracés. Les applications pouvaient devenir de plus en plus variées et ambitieuses, par exemple avec des logiciels industriels comme CATIA comme pour la production de dessins animés voire la réalité virtuelle.

### Situation
Le terme « infographie » est un mot-valise formé à partir d'« informatique » et de « graphie ». Originellement il s'agit d'une appellation déposée en France par Jean Mourier PDG la société Benson en 1974,, et, à intervalles irréguliers, depuis la création expérimentale d'hologrammes par ordinateur.
Dès 1978, le laboratoire central de physique appliquée de l'université Johns-Hopkins diffuse un cours qui sera traduit dans l'ouvrage de David F. Rogers Mathematical elements for computer graphics (adapté en français dix ans plus tard par Jacques J. Lecœur sous le titre Algorithmes pour l'infographie).
Elle devient dès lors une discipline majeure tant dans le dessin au trait que dans le rendu d'objets naturels. L'infographie s'empare de la gestion, la médecine, la télévision, l'industrie du spectacle (jeux vidéo) et du film (Tron) ainsi que toutes les disciplines scientifiques, mathématiques, aéronautiques, mécaniques et tous les domaines de conception en général, alors que l'informatique sortait tout juste du stade de la programmation sur carte perforée.
L'infographie originelle s'attache davantage aux techniques de traitement d'images (balayage de trame, fenêtrage, algorithme du peintre et autres de suppression de parties cachées, compression, recadrage, ombrage, couleur) qu'à la sémiologie graphique. Son évolution ne peut se comprendre que dans l'analyse de sa production numérique, tant dans ses traitements statiques ou dynamiques (animation) que dans ses résultats.
Au début des années 1990, presque tous les outils techniques étaient prêts pour être confiés aux graphistes. Les nouveaux artistes numériques se sont approprié le terme d'infographiste alors réservé aux ingénieurs concepteurs de ces outils.

## Pratique traditionnelle

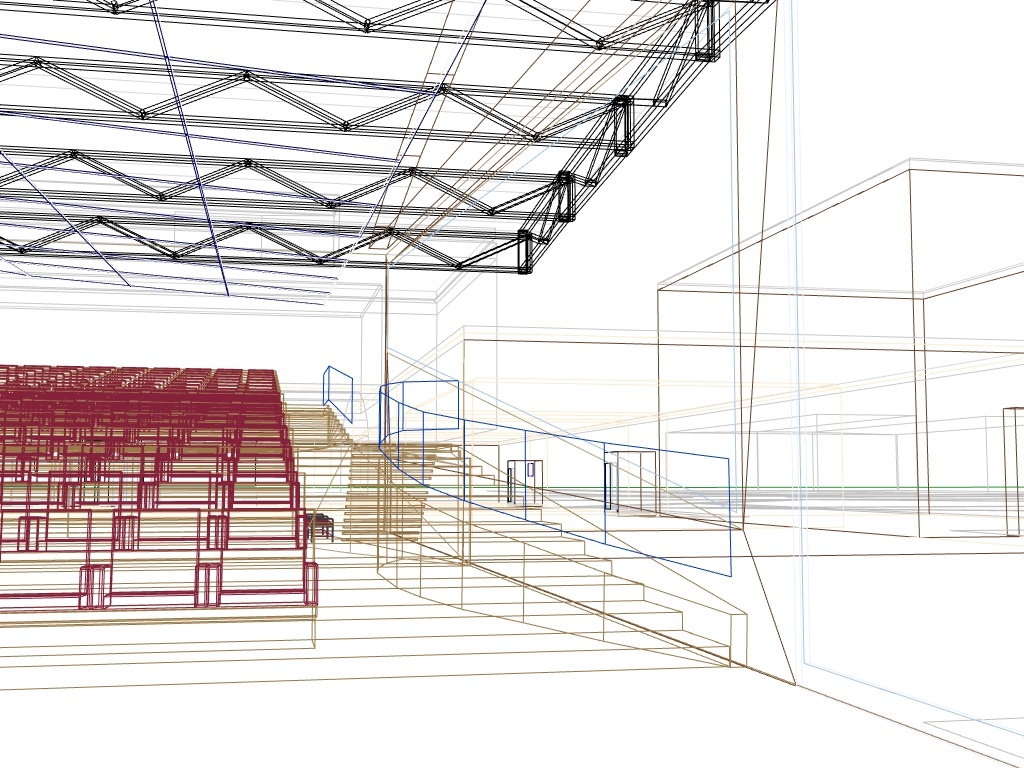
Conception d'un immeuble en infographie.

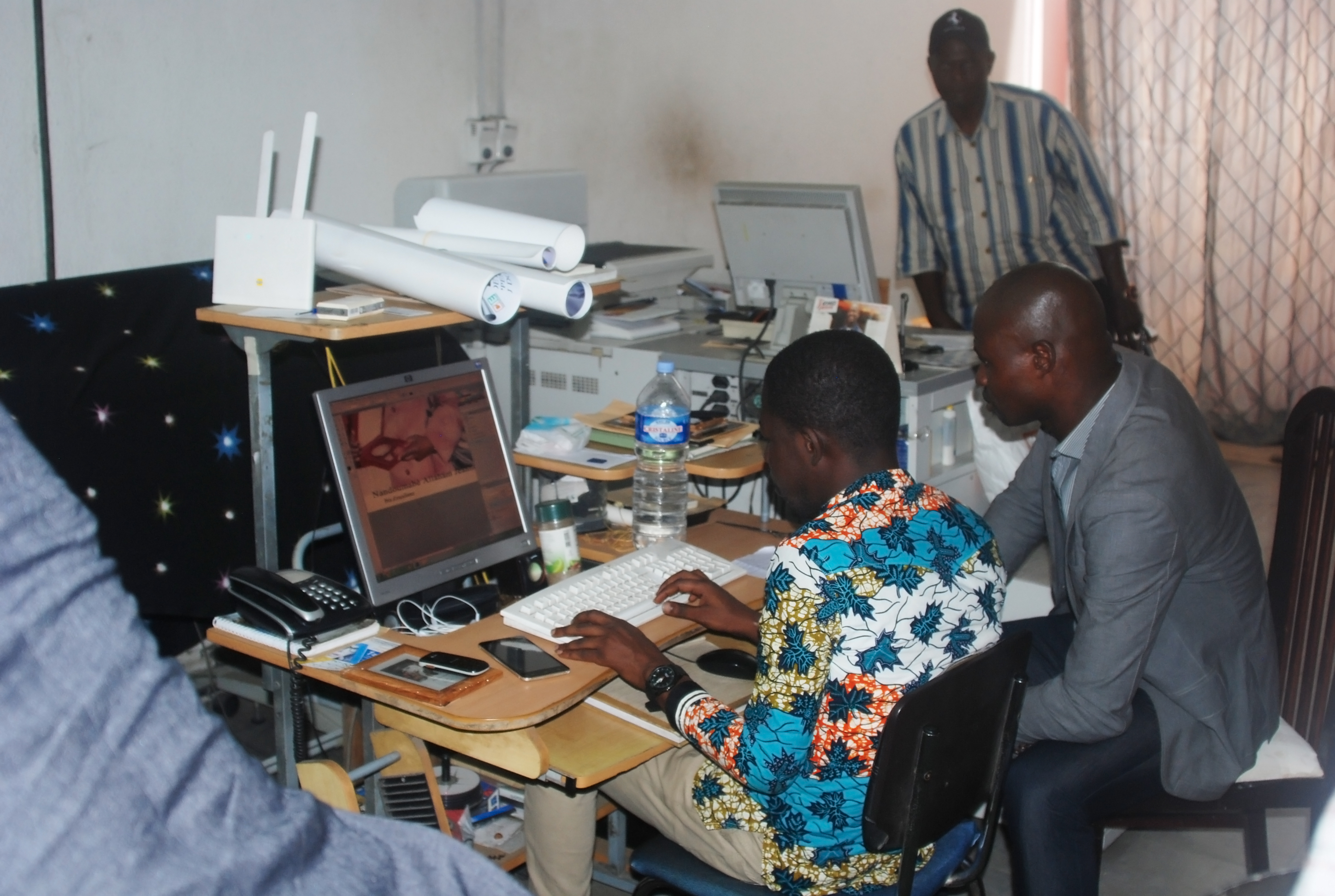
Un infographe de laboratoire photo numérique à Abidjan en Côte d'Ivoire.

L’infographiste (ou infographe) est une personne qui maîtrise le travail de l'image (2D, 3D, logiciels PAO, Web, etc.). C'est un spécialiste de l'image et de l'informatique. Il utilise des logiciels spécifiques de CAO (Conception assistée par ordinateur) et de PAO (Publication assistée par ordinateur) pour la mise en page, la retouche de photos et d’images, le dessin vectoriel, la création de site web, etc. Il utilise aussi des logiciels d'infographie cinématographique, pour la production de dessins animés numériques, d'habillages d'antenne, etc.
Il existe plusieurs façons d'accéder à la profession d'infographiste.
Tout d'abord, on retrouve dans cette branche des passionnés qui en ont fait leur métier. La plupart autodidactes, c'est la persévérance, la documentation et la manipulation intensive des logiciels d'infographie qui leur a progressivement permis d'en vivre.
Il est également possible d'accéder à cette profession par le biais d'écoles d'art, de formations professionnelles, etc.
L’infographiste est amené à collaborer étroitement avec d’autres professionnels : directeur artistique, graphiste, photographe, scénariste, animateur 3D, architecte, imprimeur, webmaster, programmeur, chargé de communication.
Les termes généraux pour désigner un pratiquant de l'infographie sont « infographiste » ou « infographe ». Dans le domaine du journalisme, on utilise « infographiste de presse », « rédacteur graphiste », « éditeur graphiste » ou « illustrateur infographiste » selon l'activité journalistique et/ou graphique de la personne au sein de l'équipe de rédaction. Dans les arts graphiques, on distingue principalement ceux qui manipulent des images en deux dimensions de ceux qui manipulent des objets dans un espace en trois dimensions.
On retrouve la première approche principalement dans la bande dessinée où la mise en couleur, voire l'encrage sont effectués au moyen de logiciels de dessin assisté par ordinateur, dans la communication visuelle et la publicité où la retouche d'images est omniprésente notamment pour la réalisation d'une identité visuelle, dans les jeux vidéo où le pixel art fut prédominant jusqu'à la cinquième génération de consoles lorsque la 2D migre vers les textures.
On retrouve la 3D principalement dans l'architecture où on utilise les modeleurs 3D pour préfigurer l'apparence d'un bâtiment dont on prévoit ou promeut la construction, le prototypage virtuel d'objets 3D qui permet de montrer une réalité virtuelle tendant à représenter l'objet avant réalisation matérielle, dans les films d'animation publicitaires ou cinématiques où la puissance fournie par les solutions 3D est exploitée au maximum. On peut également la retrouver dans les jeux vidéo où les phases de jeu actives en 3D sont optimisées au maximum pour pallier les limitations matérielles qui ne permettraient pas le temps réel le cas échéant.

## Matériel utilisé
Les infographistes travaillent sur une station graphique composée d'éléments matériels comme le processeur et la carte graphique (leurs puissances déterminent la vitesse de réponse et de calcul des unités graphiques).
Leurs outils d'acquisition sont le numériseur de document ou la caméra banc-titre. Acquisition et manipulation sont possibles avec le crayon optique, la palette graphique, la souris, le trackball ou encore la tablette graphique.
Le format de données régit la codification interne des images acquises ou produites. Le stockage de leur code est assuré par le disque dur ou la clé USB.
Les outils de restitution les plus courants sont :
- le moniteur d'ordinateur : l'interface utilisateur permet l'interaction entre utilisateur et ordinateur ;
- l'imprimante ou la table traçante.

## Infographie 2D

Lors du tramage d'un graphique vectoriel, dans cet exemple au format SVG, les valeurs de couleur des pixels du graphique tramé résultant doivent être déterminées.

Ces images sont créées par des techniques travaillant directement sur les deux dimensions de l'image, que ce soit :
- en créant des formes ex nihilo (dessin, peinture, etc) ;
- ou par des processus algorithmiques divers (images fractales) ;
- ou par traitement d'images, c’est-à-dire modification des propriétés de chaque pixel d'une image d'origine (photographique ou dessinée, etc.). Ces modifications peuvent porter sur les dimensions des formes, leur luminance, leur couleur. Elles passent en particulier par un certain nombre de filtres (opérations mathématiques) dont les fondamentaux sont apparus avec Photoshop.

On distingue principalement 2 types d'image en infographie 2D :
- les images matricielles ;
- les images vectorielles, qui peuvent être redimensionnées.

## Infographie 2D1/2
Cette variante de l'infographie 2D entraîne un effet de perspective parfois suffisant, et tolère des déplacements latéraux du point de vue. Pour cela, on suppose les figures composantes 2D échelonnées du fond vers un premier plan, et on les trace en commençant par les formes les plus éloignées (voir algorithme du peintre). Par exemple, pour un paysage on tracera (a) les astres (b) les nuages (c) le fond montagneux (d) les collines les plus proches (e) le village, de ses bâtiments les plus éloignés aux plus proches.
Cette approche est notamment utilisée dans les interfaces graphiques basées sur la métaphore du bureau, popularisée par les Macintosh.

## Infographie 3D
Les images sont créées par des techniques d'infographie 3D ayant pour but la représentation de volumes mis en perspective. Les principales étapes de création des images 3D sont :
- la modélisation des objets de la scène en trois dimensions,
- le positionnement rapide de ces objets dans la scène (layout),
- éventuellement l'articulation (squelettage (rigging), maillage (skinning)) puis l'animation des personnages,
- la position et la trajectoire de la caméra et de la cible,
- le positionnement et le réglage des lumières,
- la création et l'affectation des textures ainsi que le développement des shaders (≏ matériaux),
- la simulation des phénomènes physiques (particules, fluides, vêtements…),
- le choix du moteur de rendu et son paramétrage (éventuellement des passes de rendu),
- le calcul des images (rendu).

## Synthèse d'images

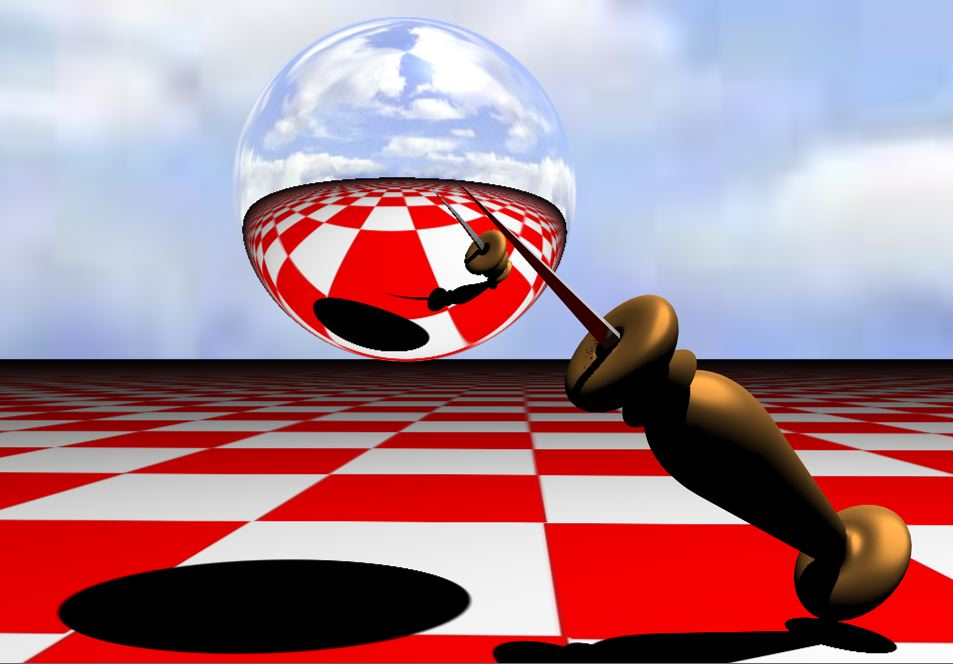
Image typique des années 1980 : dallage, sphère, reflets et une image de fond (les nuages).

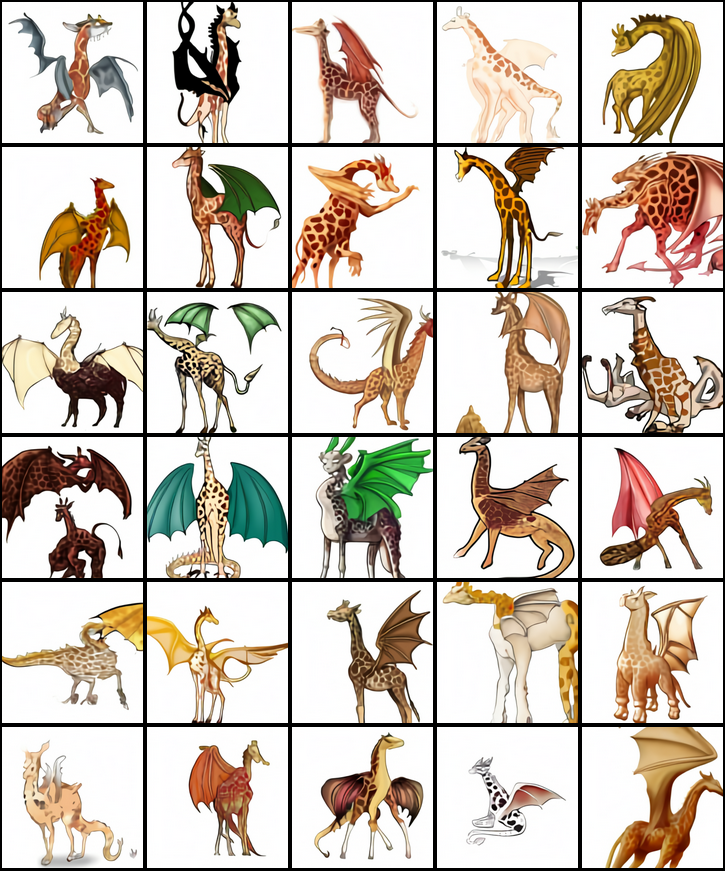
Images de girafes à ailes de dragon, générées par DALL-E (ou DALL·E), une intelligence artificielle conçue pour créer des images à partir de commandes en langage naturel

La synthèse d'images est une des techniques de l'infographie, elle consiste en la création d'images numériques par application d'un modèle physique. Ces images sont appelées « images de synthèse ».
Si la puissance des matériels informatiques sur lesquels les premières images ont été conçues (dans les années 1960) ne permettait pas le photoréalisme, la grande tendance des années 1980 fut d'approcher puis d'atteindre un certain photoréalisme. Celui-ci étant quasiment atteinte dans les années 1990 (en temps différé), voire en temps réel (années 2000). On observe un retour à une certaine liberté graphique dans la conception des images. Depuis les logiciels ont bien changé, permettant une créativité bien plus large. 

De nos jours le logiciel le plus utilisé est Maya Autodesk[réf. nécessaire].

## Au cinéma
- Dès 1973, Peter Földes produit au Canada un certain nombre de courts-métrages animés par ordinateur, comme La Faim..
- En 1976, Les Rescapés du futur (Futureworld), suite de Mondwest (1973), est le premier long-métrage à intégrer des images de synthèse 3D à son récit.
- En 1982, Tron est le premier film à mélanger images réelles et images créées ou retouchées par ordinateur.
- En 1985, Tony de Peltrie, film qui fait apparaître une charge émotionnelle forte.
- En 1986, John Lasseter, qui a réalisé le premier court-métrage entièrement en images de synthèse nommé Les Aventures d'André et Wally B., est nommé aux Oscars pour son travail sur Luxo Jr..
- En 1995, il récidive avec Toy Story, le premier des longs-métrages, pour lequel il reçoit un Oscar.
- En 1997 et en 1999, George Lucas créa un Jabba le Hutt en image de synthèse pour une scène ajoutée de Star Wars, épisode IV : Un nouvel espoir et pour le film Star Wars, épisode I : La Menace fantôme.
- En 2001, Final Fantasy : les Créatures de l'esprit est le premier long-métrage ambitionnant le photoréalisme.
- En 2016, le film Rogue One: A Star Wars Story redonne vie à Peter Cushing pour jouer le Grand Moff Tarkin ainsi que pour Carrie Fisher dans le rôle d'une jeune Princesse Leia
- En 2017, le film Blade Runner 2049 utilise des images d'archives ainsi que de l'infographie pour recréer le clone de Rachael, à l'époque interprétée par Sean Young dans le premier film.

## Personnes ayant joué un rôle remarquable
- Ivan Sutherland, le précurseur et son système interactif Sketchpad ;
- Alan Kay, inventeur de la métaphore du bureau.
- Pierre Bézier chez Renault, où il inventa les courbes qui portent son nom, utilisées en CAO ;
- Paul de Casteljau chez Citroën, qui inventa un algorithme de calcul des courbes de Bézier ;
- Benoît Mandelbrot découvrant les propriétés fractales, utilisées en simulation de plantes, terrains, et autres phénomènes complexes ;
- Henri Gouraud pour son algorithme d'ombrage ;
- Bui Tuong Phong travaillant à l'INRIA, où il créa son algorithme d'illumination et, avec quelques autres chercheurs, une pré-version de ce qui allait devenir OpenGL ;
- Jack E. Bresenham pour ses algorithmes de tracé de segment et de cercle, basés sur des opérations entières.